# A Mardi Gras Mix-Up
A Mardi Gras Mix-Up è un cortometraggio muto del 1912. Il nome del regista non viene riportato nei titoli. Distribuito in sala dalla General Film Company il 22 aprile 1912, il film era interpretato da Tom Moore e da Lottie Pickford.

## Produzione
Il film fu prodotto dalla Kalem Company.

## Distribuzione
Distribuito dalla General Film Company, il film - un cortometraggio in una bobina - uscì nelle sale cinematografiche USA il 22 aprile 1912.